# 洪水坝河
洪水坝河，也称洪水河，位于中华人民共和国甘肃省西北部的一条河流，是讨赖河（北大河）右岸支流。发源于张掖市肃南裕固族自治县祁丰藏族乡以南的走廊南山与托勒山之间的分水岭，蜿蜒向北，于佛洞庙附近出山进入酒泉市肃州区境内，流经河西走廊酒泉盆地的山前冲积扇，部分河水被渠系引灌，余水向北35千米后至兰新铁路附近，全部流入洪水河灌区的灌溉渠系。河水在山前冲积扇地带强烈下渗形成地下潜流，到达甘新公路一带复以泉水露出，汇成临水河，蜿蜒向东北，于三墩镇闇门村以西与讨赖河下游汇合。酒泉市铧尖镇以上河道总长140千米，出山口以上集水面积1574平方千米，年均径流量2.28亿立方米。洪水坝河灌区和临水河泉水灌区是酒泉盆地的主要农业经济区之一，主要粮食作物有小麦、玉米，经济作物有瓜菜、洋葱、制种和花卉等。
2020年肃南县公布的规模以上河流河道管理范围划定成果中洪水坝河肃南段全长75.4公里。酒泉市肃州区人民政府在规模以上河湖管理范围划定成果的中洪水坝河肃州区段河长60.19公里。